# ? (album van XXXTentacion)
? is het tweede album van de Amerikaanse rapper XXXTentacion uitgebracht op 16 maart 2018.

## Achtergrondinformatie
Na het uitbrengen van zijn eerste album en het commerciële succes daarvan kondigde Onfroy aan te stoppen met het maken van muziek vanwege negatieve reacties, hij kwam echter al snel terug op deze opmerking. Op 19 september 2017 tekende Onfroy een contract ter waarde van 6 miljoen dollar bij Caroline Distribution. In december 2017 bracht hij de EP, A Ghetto Christmas Carol uit. Kort na het uitbrengen daarvan kondigde Onfroy aan dat hij bezig was met twee nieuwe albums genaamd, ? en Skins.
? was het eerste van de twee albums dat uitgebracht zou worden, op 12 maart 2018 maakte Onfroy via Instagram de officiële tracklisting van ? bekend.

### Stijl
Waar Onfroy op het album 17 vooral rapt en zingt over zijn depressie is ? meer een mengelmoes van alle muzikale stijlen die Onfroy beheerst, het album bevat meerdere muzikale stijlen waaronder Rap, Heavy Metal, Hardcore rap, Old-school hip-hop, Indie, Emocore en Low fidelity.

## Track listing
| Nr. | Titel                                                                    | Producer(s)                                                                            | Duur |
| --- | ------------------------------------------------------------------------ | -------------------------------------------------------------------------------------- | ---- |
| 1.  | "Introduction (The Instructions)"                                        | Jahseh Dwayne Onfroy                                                                   | 1:57 |
| 2.  | Alone, Pt. 3                                                             | Onfroy, John Cunningham, Robert Soukiasyan                                             | 1:49 |
| 3.  | Moonlight                                                                | Onfroy, Cunningham                                                                     | 2:15 |
| 4.  | SAD!                                                                     | Onfroy, Cunningham                                                                     | 2:46 |
| 5.  | The Remedy for a Broken Heart (Why Am I So in Love)                      | Onfroy, Cunningham                                                                     | 2:40 |
| 6.  | Floor 555                                                                | Onfroy, Alexander Rodriguez                                                            | 1:33 |
| 7.  | Numb                                                                     | Onfroy, Cunningham, Soukiasyan, Oren Yoel                                              | 3:06 |
| 8.  | Infinity (888) (met Joey Bada$$)                                         | Onfroy, Jo-Vaughn Virginie, Brandon Mychael, Jameel Beazer                             | 2:56 |
| 9.  | Going Down!                                                              | Onfroy, Bryan Simmons, Jeff LaCroix                                                    | 1:55 |
| 10. | Pain = Best Friend (met Travis Barker)                                   | Onfroy, Cunningham, Travis Barker, Soukiasyan                                          | 1:50 |
| 11. | $$$ (met Matt Oxx)                                                       | Onfroy, Matthew Grau, Laron Wages, Denmarc Mangupag                                    | 2:10 |
| 12. | Love Yourself (Interlude)                                                | Onfroy                                                                                 | 0:48 |
| 13. | Smash! (met PNB Rock)                                                    | Onfroy, Rakim Allen, Samuel Jimenez, Gabriel Tavarez                                   | 1:49 |
| 14. | I Don't Even Speak Spanish LOL (met Rio Santana, Judah en Carlos Andrez) | Onfroy, Juan Guerrieri-Maril, Flavio Santana, Judah Amar, Carlos Andrez, John Crawford | 3:12 |
| 15. | Changes                                                                  | Onfroy, Allen, Cunningham                                                              | 2:02 |
| 16. | Hope                                                                     | Onfroy, Cunningham                                                                     | 1:50 |
| 17. | Schizophrenia                                                            | Onfroy, Cunningham, Soukiasyan                                                         | 1:20 |
| 18. | Before I Close My Eyes                                                   | Onfroy, Cunningham                                                                     | 1:39 |